# Acalypha boiviniana
Acalypha boiviniana är en törelväxtart som beskrevs av Henri Ernest Baillon. Acalypha boiviniana ingår i släktet akalyfor, och familjen törelväxter. Inga underarter finns listade i Catalogue of Life.